# Кавказ (район Чернигова)
Кавказ (укр. Кавказ) — исторически сложившаяся местность (район) Чернигова, расположена на территории Деснянского административного района. Также именовался как Подол, Московская слобода, Москальская слобода, Солдатская слобода.

## История
В 13 веке начал заселяться Подол беднейшими слоями общества. Здесь строили полуземлянки, занимались земледелием и скотоводством. На месте современной улицы Новой почти не было жилых домов из-за близости исконного русла реки Стрижень, были поля для выгона скота. После 1654 года, в составе Русского царства, местность именовалась как Московская слобода (позже Солдатская) поскольку были размещены гарнизоны солдат. На карте «Абрис Черниговский» (1706 год) была изображена застройка местности. В 19 веке местность уже именовали Кавказ, здесь появились пристань, мост через Десну.

## География
Каказ расположен на юге Деснянского района Чернигова — южнее улицы Подвальная — южнее Детинца на правом берегу реки Десны в районе речного порта. Застройка представлена только частными домами. Расположена в границах «комплексной охранной зоне памятников исторического центра города, «охранное зоне с ограничением высоты застройки», «зоне исторического культурного слоя» — все частично (севернее  Крайней улицы).

### Улицы
1-я Набережная, Деснянская, Крайняя, Новая, Подвальная.

## Социальная сфера
Нет школ и детских садов. Нет предприятий.

## Транспорт
Маршрут маршрутного такси №33 проходит по улице Подвальная. 